# Tatyana Alekseyeva
Pour les articles homonymes, voir Alekseïeva.
Tatyana Alekseyeva (née le 7 octobre 1963) est une athlète russe spécialiste du 400 mètres.

## Carrière
Elle se classe deuxième du 400 mètres lors des Championnats du monde en salle 1993 de Toronto, derrière la Jamaïcaine Sandie Richards. Lors de cette même saison, elle participe à l'épreuve du relais 4 × 400 m des Championnats du monde de Stuttgart où elle décroche la médaille d'argent en compagnie de ses compatriotes Yelena Ruzina, Margarita Ponomaryova et Irina Privalova, l'équipe de Russie s'inclinant de près de deux secondes face au relais américain. Alignée par ailleurs dans l'épreuve individuelle, elle termine au pied du podium dans le temps de 50 s 52.
En 1997, Tatyana Alekseyeva remporte la médaille d'or du relais 4 × 400 m des Championnats du monde en salle se déroulant au Palais omnisports de Paris-Bercy. L'équipe russe, composée par ailleurs de Tatyana Chebykina,
Svetlana Goncharenko et Olga Kotlyarova établit à cette occasion un nouveau record du monde de la spécialité en 3 min 26 s 84.

## Palmarès
| Année | Compétition                    | Lieu      | Place | Épreuve   |
| ----- | ------------------------------ | --------- | ----- | --------- |
| 1991  | Championnats du monde          | Tokyo     | 2e    | 4 × 400 m |
| 1993  | Championnats du monde en salle | Toronto   | 2e    | 400 m     |
| 1993  | Championnats du monde          | Stuttgart | 2e    | 4 × 400 m |
| 1993  | Championnats du monde          | Stuttgart | 4e    | 400 m     |
| 1994  | Championnats d'Europe en salle | Paris     | 2e    | 400 m     |
| 1997  | Championnats du monde en salle | Paris     | 1re   | 4 × 400 m |